# Carlos Aceituno
Juan Carlos Aceituno López (Jaén, España, 16 de marzo de 1982), de nombre artístico Carlos Aceituno, es un actor y director de cine, teatro y televisión español. También es delegado provincial de la Academia Artes Escénicas de Andalucía.

## Biografía
Se licenció en interpretación en la Escuela Superior de Arte Dramático de Córdoba, tiempo después obtuvo el Certificado de Adaptación Pedagógica (CAP) por la Universidad de Córdoba. Está diplomado por el Instituto del Cine de Madrid, obtuvo un posgrado en dirección cinematográfica por la universidad San Jorge y un Máster en estudios Avanzados de Teatro por la Universidad internacional de la Rioja. 

Como director de teatro cabe destacar la puesta en escena, bajo su dirección, de Agosto (condado de Osage), Las hermanas de Búfalo Bill, entre otras obras. 

En el ámbito audiovisual ha dirigido la película Septiembre y cortometrajes galardonados como Stanbrook, Mamá y Animal. Fue ayudante de dirección en el documental Miguel Picazo, un cineasta extramuros (2016), dirigido por Enrique Iznaola. 

Como actor lo hemos visto en los largometrajes como 12 días de mierda, Salpicados por el desastre, La Ama y Caníbal. 

## Filmografía como actor

### Largometrajes
- Caníbal, (2013), dirigido por Manuel Martín Cuenca.
- La Ama, (2016), dirigido por Luisje Moyano.[3]
- Salpicados por el desastre, (2016), dirigido por Juan Antonio Anguita.[4]
- Cinebasura: la película, (2016), dirigido por Paco Fox y Miguel Ángel Viruete.[5]
- 12 días de mierda, (2017), dirigido por Juan Antonio Anguita.[6]
- Camino Negro, (2024), dirigido por Luisje Moyano.[7]

### Televisión
- La Cuarta Bestia (2024), dirigido por Luisje Moyano.[8]

### Como actor de teatro
- Trenes de cine, (2012), dirigido por Tamzin Towsend.[9]
- Salvajes, (2014), dirigido por Carlos Aceituno.
- Escenas de mujer, (2014), dirigido por Tomás Afán.[10]
- Cuento de Navidad, (2014), dirigido por Tomás Afán.[11]
- El lazarillo de Tormes, (2015), dirigido por Tomás Afán.
- La curiosa vida de Madame Curie, (2016), dirigido por Tomás Afán.[12]
- Palabra de Cervantes, (2016), dirigido por Tomás Afán.[13]
- Cantar del mío Cid, (2017), dirigido por Tomás Afán.[14]
- ¿Te acuerdas del fin del mundo?, (2021), dirigido por Paco Gámez, Nati Villar, Tomás Afán y Ana Galán.[15]

### Cortometrajes
- Ecmnesia, (2012), dirigido por Miguel Ángel Viruete.
- ¡Calle!, (2013), dirigido por Sara Esteban y María Olaya Olea.
- P.A.R.O., (2013), dirigido por Luisje Moyano.
- Al alba, (2016), dirigido por Sergio Pérez.
- Casi nunca es tarde, (2017), dirigido por Sergio Garrido.
- Bien, bien, (2021), dirigido por Alvaro G. Company.
- Elipsis, (2022), dirigido por Jesús Graván y Jesús Murciano.

## Filmografía como director
- Punto y aparte, (2013), cortometraje.[16]
- Animal, (2014), cortometraje.
- Las sobrinas de Valerie, (2015), cortometraje.
- Historia de un olvido, (2016), documental.[17]
- Stanbrook, (2017), cortometraje.[18]
- Mamá, (2020), cortometraje.[19]
- Yogures, (2020).[20]
- Descatalogado, (2020).
- Septiembre, (2023), largometraje.[21]

### Como director de teatro
- Salvajes, (2014), adaptación de “Un Dios salvaje” de Yasmina Reza.[22]
- Las hermanas de Búfalo Bill, (2015), de Manuel Martín Mediero.
- Agosto (condado de Osage), (2016), de Tracy Letts.[23]
- Las nuevas poblaciones. Historia de un sueño, (2017), de Pedro Lendínez.[24]
- El ascensor, (2017), de Alfonso Zurro.
- Ushuaia, (2020), de Alberto Conejero.
- Madre coraje, (2021), de Bertolt Brecht.[25]
- ¡Ay, Carmela!, (2022), de José Sanchis Sinisterra.
- No quiero princesas, (2022), de Felisa Moreno.[26]
- Tríptico infernal, (2022), de Tomás Afán.[27]

### Como guionista
- Punto y aparte, (2013), cortometraje.
- Animal, (2014), cortometraje.
- Stanbrook, (2017), cortometraje.
- Descatalogado, (2020).
- El secreto de Lucia, (2019), cortometraje.[28]
- Night Show, (2023), cortometraje.[29]
- Septiembre, (2023), largometraje.

### Como director de videoclips
- Maybe, (2012), de Cristina Mediero.
- El gran oso blanco, (2018), El gran oso blanco.[30]
- No mires al oso. (2019), de David Navarro.
- La Madre, (2021), de Maria Guadaña y Santo Rostro.
- Seguro de suerte, (2022) de Alis.[31]

## Premios
- 2014: Primer Premio Local II "Rodando por Jaén", por Animal.
- 2014: Premio Local III Decortoán, por Punto y aparte.
- 2015: Premio RTVA por Las sobrinas de Valerie.
- 2015: Premio a la mejor dirección Festival de teatro de Alcalá la Real, por Las hermanas de Búfalo Bill.[32]
- 2015: Premio Local en el IV Decortoán, por Animal.[33]
- 2016: Premio "Cultura por Bandera" que otorga Diario Jaén 2016 dentro de los premios "Jaén Joven".[34]
- 2016: Primer Premio VI Bailén de Cine por Las sobrinas de Valerie.[35]
- 2017: Premio especial Jaén Paraíso Interior por el cortometraje Stanbrook.
- 2017: Premio Mejor Corto Provincial V Rodando por Jaén por Stanbrook.
- 2017: Premio Mejor corto andaluz en el II Festival de Cine Independiente de Linares «Cine NoVisto» por Stanbrook.
- 2017: Premio Mejor Guion Festival de Cine Animal Bogotá por Animal.
- 2018: Premio de Honor, Escuela Municipal de Teatro y Excmo. Ayuntamiento de Villanueva del Arzobispo.
- 2020: Premio a Mejor Corto Provincial en el VIII Rodando por Jaén por el cortometraje «Mamá».
- 2020: Premio Accésit por “Yogures” en el XXV Certamen audiovisual de Cabra.
- 2021: Premio Deán Plaza a mejor Corto Local en el X Festival Decortoan por el cortometraje «Mamá».
- 2021: Mejor Obra Jiennense por «Mamá» en el VI Festival Internacional de Cine no Visto de Linares
- 2023: Premio Mejor Película Andaluz por Septiembre en el Festival de Cine no visto de Linares[36]
- 2023: Premio Argentaria Artes escénicas [37]
- 2024: Premio a la Mejor Dirección por Septiembre en el Festival Iberoamericano de Caracas [38]